# Jaume Guardeño
Jaume Guardeño Romá (Altea, 20 februari 2003) is een Spaans wielrenner die in 2024 prof werd bij Caja Rural-Seguros RGA.

## Carrière
Als tweedejaars belofte behaalde Guardeño meerdere ereplaatsen in het Spaanse amateurcircuit. Daarnaast werd hij achttiende in het eindklassement van de Ronde van Portugal, waar hij als stagiair bij Caja Rural-Seguros RGA aan deelnam. Hij was daarmee wel de beste jongere.
In 2024 werd Guardeño prof bij Caja Rural-Seguros RGA, de ploeg waar hij aan het eind van 2023 al stage had gelopen. Zijn eerste wedstrijdkilometers van het seizoen maakte hij op Mallorca, waar hij deelnam aan vier van de vijf manches van de Challenge Mallorca.

## Overwinningen
2023
Jongerenklassement Ronde van Portugal
2024
Jongerenklassement Ronde van Portugal

## Ploegen
- 2023 –  Caja Rural-Seguros RGA (stagiair vanaf 1 augustus)
- 2024 –  Caja Rural-Seguros RGA
- 2025 –  Caja Rural-Seguros RGA

Amezqueta · Aular · Babor · Balderstone · Barceló · Barrenetxea · Bárta · Cepeda · Etxeberria · García · González · Hailemichael · Johnston · Leitão · López · Martín · Murguialday · Nicolau · Pira · Prades ·Schlegel  · Sorarrain (vanaf 31/7) · Guardeño (stagiair) · Ibáñez (stagiair) · Silva (stagiair)
Arriola-Bengoa · Aular · Babor · Balderstone · Barceló · Bárta · Berwick · Cepeda · Etxeberria 
· Fernández · González · Guardeño · Hailemichael · Johnston · Leitão · López · Murguialday · Nicolau · Prades ·Schlegel · Silva · Sorarrain · Díaz (stagiair) · Ibáñez (stagiair)